# Marcus Ceccius Iustinus

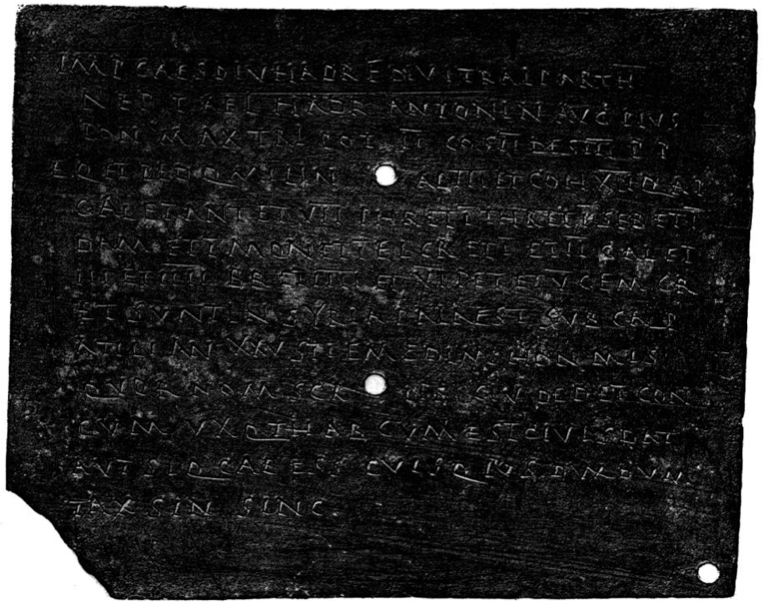
Das Militärdiplom des Jahres 139 n. Chr.

Marcus Ceccius Iustinus war ein im 2. Jahrhundert n. Chr. lebender römischer Politiker.
Durch ein Militärdiplom, das auf den 22. November 139 datiert ist, ist belegt, dass Iustinus 139 zusammen mit Gaius Iulius Bassus Suffektkonsul war; die beiden übten dieses Amt vom 1. November bis zum 31. Dezember aus.